# سیارک ۱۶۵۹۹
سیارک ۱۶۵۹۹ (به انگلیسی: 16599 Shorland، نامگذاری:1993BR2) شانزده هزار و پانصد و نود و نهمین سیارک کشف شده‌است که در ۲۰ ژانویه ۱۹۹۳ کشف شد.
قدر مطلق سیارک برابر ۱۳٫۶۰ است.